# Clive Burr
Clive Ronald Burr (* 8. März 1957; † 12. März 2013) war ein britischer Musiker. Von Dezember 1979 bis Dezember 1982 war er Schlagzeuger der Heavy-Metal-Band Iron Maiden.

## Karriere
Vor Iron Maiden war Clive Burr Mitglied in der NWoBHM-Band Samson und kam 1979 auf Empfehlung des damaligen Iron-Maiden-Gitarristen Dennis Stratton zur Band. Er spielte Schlagzeug auf den ersten drei Alben Iron Maiden (1980), auf Killers (1981) sowie auf dem bahnbrechenden Album The Number of the Beast (1982). Burr wurde 1982 am Ende der international erfolgreichen „The Beast on the Road“-Tour durch Nicko McBrain ersetzt. In einem Interview mit Classic Rock im Februar 2011 sprach Burr freimütig über seine Trennung von Maiden. Er bezeichnete vieles, was über die Trennung geschrieben wurde, als „Quatsch“ und gab an, dass er aus der Band ausgeschlossen wurde, nachdem er sich während der US-Tour eine Auszeit genommen hatte, um zur Beerdigung seines Vaters nach London zu fliegen. Er wies Behauptungen zurück, dass seine Entlassung auf exzessiven Drogenkonsum oder zu viel Alkohol zurückzuführen war. Bruce Dickinsons Autobiografie von 2017 legt nahe, dass Burr aufgrund von „unüberbrückbaren Meinungsverschiedenheiten“ mit Steve Harris ausgeschlossen wurde, die dazu führten, dass sich die beiden regelmäßig stritten und während der Auftritte häufiger aneinandergerieten.
Burr war Co-Autor des Songs „Gangland“ auf The Number of the Beast und eines anderen Songs, „Total Eclipse“, der aus dem Album herausgeschnitten wurde und als B-Seite der Single „Run to the Hills“ und später auf der remasterten CD-Wiederveröffentlichung von „The Number of the Beast“ erschien.
Nachdem er Iron Maiden „verlassen“ hatte, spielte er 1983 kurz in der französischen Gruppe Trust, wo er mit McBrain den Platz tauschte und bei Graham Bonnets „Alcatrazz“. Danach gründete er „Clive Burr's Escape“ (später bekannt als Stratus) mit ehemaligen Praying-Mantis-Mitgliedern, die sich 1985 nach der Veröffentlichung des Albums „Throwing Shapes“ auflöste.
1985 war er Mitglied der von Jonathan King ins Leben gerufenen kurzlebigen NWoBHM-Supergroup Gogmagog, zu der auch Ex-Iron-Maiden-Sänger Paul Di’Anno und der spätere Maiden-Gitarrist Janick Gers, Ex-Whitesnake-Bassist Neil Murray und Ex-Def-Leppard-Gitarrist Pete Willis gehörten.
1987 gründete der spätere Asia-Sänger John Payne eine eigene Band unter dem Namen The Passion. Payne engagierte dafür Burr, den Keyboarder Andy Nye (von der Michael Schenker Group), den Bassisten Mel Gabbitas und den Ex-Mike-Oldfield-Gitarristen Ant Glynne.
1988 war Burr Mitglied in der Band Elixir. Von 1988 bis 1990 spielt er mit Dee Snider (Ex-Twisted Sister) in „Desperado“ und ist auf dem Album „Bloodied, But Unbowed“ zu hören, welches erst 1996 von „Destroyer Records“ offiziell veröffentlicht wurde.
1995 ging er mit der britischen Band „Praying Mantis“ auf Tour, da sich deren Schlagzeuger Bruce Bisland die Hand gebrochen hatte und ist auf dem Live-Album „Captured Alive in Tokyo City“ von 1996 zu hören.

## Krankheit
Burr wusste seit 1994, dass er an Multipler Sklerose (MS) erkrankt ist. Er gründete daraufhin den Clive Burr MS Trust Fund, eine Stiftung, die sich dem Kampf gegen MS verschrieben hat. Er war auch Schirmherr von Clive Aid, einer 2004 gegründeten Wohltätigkeitsorganisation, die mit Rockveranstaltungen auf der ganzen Welt Spenden für verschiedene Krebs- und Multiple-Sklerose-Programme sammelte. Burr nahm an vielen dieser Veranstaltungen teil. Später war er aufgrund seiner Erkrankung auf einen Rollstuhl angewiesen. Iron Maiden gaben mehrere Benefizkonzerte für ihn, das letzte am 24. Juni 2007.

## Tod
Burr starb vier Tage nach seinem 56. Geburtstag, in der Nacht vom 12. auf den 13. März 2013, in London an den Folgen der MS-Erkrankung.
In einer auf der Website der Band veröffentlichten Erklärung erklärte Iron Maiden-Bassist Steve Harris: „Das ist eine furchtbar traurige Nachricht. Burr war ein sehr alter Freund von uns allen. Er war ein wundervoller Mensch und ein großartiger Schlagzeuger, der in den frühen Tagen, als wir anfingen, einen wertvollen Beitrag zu Maiden leistete. Dies ist ein trauriger Tag für alle in der Band und in seinem Umfeld und unsere Gedanken und unser Beileid sind in dieser Zeit bei seiner Partnerin Mimi und seiner Familie.“ Iron Maiden-Sänger Bruce Dickinson fügt hinzu: „Ich habe Clive zum ersten Mal getroffen, als er Samson verließ und zu Iron Maiden kam. Er war ein großartiger Kerl und ein Mann, der sein Leben wirklich in vollen Zügen gelebt hat. Selbst in den dunkelsten Tagen seiner MS hat Burr nie seinen Sinn für Humor und Respektlosigkeit verloren. Dies ist ein furchtbar trauriger Tag und unsere Gedanken sind bei Mimi und der Familie.“

## Belege
1. ↑  Ehemaliger Iron Maiden-Drummer Clive Burr ist gestorben. Friedlicher Tod nach langem Kampf. Metal Hammer, 13. März 2013, abgerufen am 13. März 2013.
2. ↑  Clive Burr Obituary on Legacy.com. Abgerufen am 13. September 2021.
3. ↑  Biographische Daten von Clive Burr in: Colin Larkin (Hrsg.), The Encyclopedia of Popular Music, Band 7, Oxford University Press, 2006, Seite 239
4. ↑  Clive Burr. In: Classic Rock Magazin. 25. Februar 2014, abgerufen am 13. September 2021 (deutsch).
5. ↑  Dickinson, Bruce: What Does This Button Do? 2. Auflage. Wilhelm Heyne Verlag, München 2018, ISBN 978-3-453-27112-8, S. 154, 167 f.
6. ↑  Stratus (5). Abgerufen am 13. September 2021.
7. ↑  FORMER IRON MAIDEN DRUMMER CLIVE BURR PASSES AWAY. Abgerufen am 13. September 2021 (englisch).

| Personendaten    | Personendaten                           |
| ---------------- | --------------------------------------- |
| NAME             | Burr, Clive                             |
| ALTERNATIVNAMEN  | Burr, Clive Ronald (vollständiger Name) |
| KURZBESCHREIBUNG | britischer Schlagzeuger                 |
| GEBURTSDATUM     | 8. März 1957                            |
| STERBEDATUM      | 12. März 2013                           |